# Марони (село)
Вижте пояснителната страница за други значения на Марони.
Маро̀ни (на гръцки: Μαρώνι) е село в Кипър, окръг Ларнака. Според статистическата служба на Република Кипър през 2001 г. селото има 521 жители.